# Lepidogma
Lepidogma is een geslacht van vlinders van de familie snuitmotten (Pyralidae), uit de onderfamilie Epipaschiinae.

## Soorten
- L. ambifaria Hering, 1901
- L. atomalis Christoph, 1887
- L. chlorophilalis Hampson, 1912
- L. chrysochloralis Hampson, 1916
- L. dentilinealis Hampson, 1906
- L. farinodes Joannis, 1930
- L. flagellalis Hampson, 1906
- L. hyrcanalis Amsel, 1961
- L. latifasciata Wileman, 1911
- L. megaloceros Meyrick, 1934
- L. melaleucalis Hampson, 1906
- L. melanobasis Hampson, 1906
- L. melanospila Hampson, 1916
- L. melonolopha Hampson, 1912
- L. metasarcistis Hampson, 1917
- L. minimalis Hampson, 1916
- L. modana Schaus, 1922
- L. obatralis Christoph, 1877
- L. orchidivora (Turner, 1904)
- L. rubricalis Hampson, 1906
- L. rufescens Hampson, 1896
- L. tamaricalis (Mann, 1873)
- L. violescens Dyar, 1914
- L. wiltshirei Amsel, 1949